# Sporting Challenger
Lo Sporting Challenger è stato un torneo professionistico di tennis giocato sulla terra rossa, facente parte dell'ATP Challenger Tour. Si è giocato annualmente al Circolo della Stampa di Torino dal 2002 al 2011. Era uno dei tornei più ricchi d'Italia, ma fu soppresso per la sopravvenuta mancanza di idonee garanzie finanziarie.

## Albo d'oro

### Singolare
| Anno | Campione           | Finalista            | Punteggio     |
| ---- | ------------------ | -------------------- | ------------- |
| 2002 | Martin Verkerk     | Vadim Kucenko        | 4–6, 6–4, 6–3 |
| 2003 | Oscar Serrano      | Joan Albert Viloca   | 6–2, 6–2      |
| 2004 | Álex Calatrava     | Hermes Gamonal       | 5–7, 6–3, 6–2 |
| 2005 | Carlos Berlocq (1) | Alessio Di Mauro     | 7–5, 6–1      |
| 2006 | Flavio Cipolla     | Marcel Granollers    | 6–3, 6–3      |
| 2007 | Carlos Berlocq (2) | Boris Pašanski       | 6–4, 6–2      |
| 2008 | Fabio Fognini      | Diego Junqueira      | 6–3, 6–1      |
| 2009 | Potito Starace     | Máximo González      | 7–6(4), 6–3   |
| 2010 | Simone Bolelli     | Potito Starace       | 7–6(7), 6–2   |
| 2011 | Carlos Berlocq (3) | Albert Ramos Viñolas | 6–4, 6–3      |

### Doppio
| Anno | Campioni                                      | Finalisti                        | Punteggio           |
| ---- | --------------------------------------------- | -------------------------------- | ------------------- |
| 2002 | Victor Hănescu Óscar Hernández                | Denis Golovanov Vadim Kucenko    | 6–4, 6–3            |
| 2003 | Emilio Benfele Álvarez Gabriel Trujillo Soler | Jack Brasington Dmitrij Tursunov | 6–4, 6–2            |
| 2004 | Leonardo Azzaro Giorgio Galimberti            | Hermes Gamonal Adrián García     | 6–1, 6–3            |
| 2005 | Franco Ferreiro Sergio Roitman                | Francesco Aldi Alessio Di Mauro  | 6(7)–7, 7–5, 7–6(2) |
| 2006 | Marcel Granollers Marc López                  | Leonardo Azzaro Flavio Cipolla   | 6–4, 6–3            |
| 2007 | Pablo Cuevas Horacio Zeballos                 | Pablo Andújar Flávio Saretta     | 6–3, 6–1            |
| 2008 | Carlos Berlocq (1) Frederico Gil (1)          | Tomáš Cibulec Jaroslav Levinský  | 6–4, 6–3            |
| 2009 | Daniele Bracciali Potito Starace              | Santiago Giraldo Pere Riba       | 6–3, 6–4            |
| 2010 | Carlos Berlocq (2) Frederico Gil (2)          | Daniele Bracciali Potito Starace | 6–3, 7–6(5)         |
| 2011 | Martin Fischer Philipp Oswald                 | Uladzimir Ihnacik Martin Kližan  | 6–3, 6–4            |